# NGC 1003
NGC 1003 (другие обозначения — UGC 2137, MCG 7-6-51, ZWG 539.70, IRAS02360+4039, PGC 10052) — спиральная галактика (Sc) в созвездии Персей.
Этот объект входит в число перечисленных в оригинальной редакции «Нового общего каталога».
В галактике вспыхнула сверхновая звезда SN 1937D типа Ia. Её пиковая звёздная величина составила 12,9.
В объекте обнаружено два ультраярких рентгеновских источника.
Галактика NGC 1003 входит в состав группы галактик NGC 1023. Помимо NGC 1003 в группу также входят ещё 22 галактики.